# Sprachdiplom
Ein Sprachdiplom oder Sprachzertifikat ist eine Bescheinigung über das erfolgreiche Absolvieren einer Sprachstandsmessung. Sprachdiplome bescheinigen entweder ein bestimmtes Kompetenzniveau oder die tatsächlich zu dem Zeitpunkt vorhandenen Kompetenzen. Nachweise über Sprachkompetenzen werden u. a. für den Arbeitsmarkt benötigt, da sie die beruflichen Chancen auf eine Stelle stark erhöhen. Oft nehmen Interessenten zur Vorbereitung auf eine Sprachstandsmessung an einer Weiterbildung in Form eines Kurses teil.

## Alte Sprachen
Sprachzertifikate für die sogenannten Alten Sprachen stellen das Hebraicum, das Graecum und das Latinum dar, die entweder durch einen entsprechenden Eintrag im Abiturzeugnis, durch eine Bescheinigung über eine Abiturergänzungsprüfung oder durch eine universitäre, zuweilen auch kirchliche Bescheinigung nachgewiesen werden.

## Moderne Sprachen
Moderne Sprachstandsmess-Instrumente werden objektiv durch darauf spezialisierte meist Non-Profit-Organisationen entwickelt. Der Forschungsaufwand dabei ist enorm. In der Regel sind es dann weltweit von Unternehmen und akademischen Institutionen anerkannte Standards. Die Bezeichnungen differieren dabei: Sprachzertifikate/Tests/Sprachdiplome. Wobei Sprachdiplome natürlich in einem anderen Kontext an Universitäten schon lange bekannt sind.
Für diverse Fremdsprachen werden in der Praxis Möglichkeiten des Erwerbs von Nachweisen zum Beleg des aktuellen Sprachstandes von Handelskammern, Kulturinstituten, Sprachschulen, Universitäten, freien Sprachtrainern und Schulen je nach Messinstrument zu unterschiedlichsten Terminen angeboten.

### Übersicht über Sprachstandsmessungen/ -zertifikate/ -diplome
- Für die deutsche Sprache:
  - Die Kultusministerkonferenz vergibt das Deutsche Sprachdiplom in Stufe I und II.
  - Das Goethe-Institut vergibt verschiedene Zertifikate für die jeweiligen Niveaustufen des Gemeinsamen Europäischen Referenzrahmens (GER).
  - Die Gesellschaft für Akademische Studienvorbereitung und Testentwicklung e. V. (g.a.s.t.) vergibt das TestDaF Zertifikat. Das Niveau 4 entspricht hier C1, Niveau 5 entspricht C2.
  - Das DSH-Zertifikat (Deutsche Sprachprüfung für den Hochschulzugang) erhält man intern durch einige deutsche Universitäten.
  - Die telc gGmbH bietet Zertifikate von Niveau A1-C2 an.
  - Österreichisches Sprachdiplom Deutsch (ÖSD)
  - Die Provinz Südtirol vergibt den Zweisprachigkeitsnachweis für die Stufen C1, B2, B1 und A2.
- Für die englische Sprache:
  - Educational Testing Service (ETS)
  - First Certificate in English (FCE)
  - Certificate in Advanced English (CAE)
  - Business English Certificate; Vantage-Business English Certificate (BEC) – Niveau 3 entspricht Niveau B2
  - Certificate in English for International Business and Trade (CEIBT)
  - The European Language Certificates (TELC) English (diverse Stufen)
  - Test of English for International Communication (TOEIC)
  - Test of English as a Foreign Language (TOEFL)
  - Zertifikat des British Council (International English Language Testing System)
  - Zertifikat der Londoner Handelskammer (London Chamber of Commerce & Industry Level LCCI I bis IV)
  - Zertifikat der Universität Cambridge (siehe auch Cambridge Certificate in Advanced English, Cambridge Certificate of Proficiency in English (CPE) und ESOL)
- Für die französische Sprache:
  - das staatliche Diplôme d’Etudes en langue française (DELF) und Diplôme approfondi de langue français (DALF)
  - der Educational Testing Service (ETS)
  - Diplôme de Français Professionnel (DFP) – Affaires 2 entspricht Niveau B2
  - Diplôme de Français des Affaires (DFA) – DFA 2 entspricht Niveau B2
  - Zertifikat der französischen Industrie- und Handelskammer
- Für die italienische Sprache:
  - Certificato di lingua Italiana (CELI) – livello 3/CELI 3 entspricht Niveau B2
  - Certificato di conoscenza della lingua Italiana – Niveau 5 entspricht Niveau B2
  - Certificazione di italiano come lingua straniera
  - Certificazione dell' Italiano Commerciale
  - Das Land Südtirol vergibt den Zweisprachigkeitsnachweis für die Niveaus C1, B2, B1 und A2.
- Für die spanische Sprache:
  - Diplomas de Español como Lengua Extranjera (DELE) – Nivel Intermedio/DELE B2 entspricht Niveau B2
- Für die portugiesische Sprache:
  - die Sprachzertifikate der Universität Lissabon:
    - Certificado Inicial de Português Língua Estrangeira (CIPLE)
    - Diploma Elementar de Português Língua Estrangeira (DEPLE)
    - Diploma Intermédio de Português Língua Estrangeira (DIPLE)
    - Diploma Avançado de Português Língua Estrangeira (DAPLE)
    - Diploma Universitário de Português Língua Estrangeira (DUPLE)

  - der brasilianische CELPE-Bras-Sprachtest
- Für die niederländische Sprache:
  - das niederländische Staatsexamen Nederlands als tweede taal (NT2)
  - das belgische Certificaat Nederlands als Vreemde Taal (CNaVT)
- Für die japanische Sprache:
  - Japanese Language Proficiency Test, der wichtigste internationale Sprachtest für Japanisch, der weltweit durchgeführt wird
- Für die arabische Sprache:
  - Certificat international de maîtrise en arabe (CIMA), der wichtigste internationale Sprachtest für Arabisch, entwickelt vom Institut du monde arabe

### Übersicht über Niveaustufen
Folgende Tabelle gibt eine Übersicht über die bekanntesten europäischen Sprachdiplome:
| Stufe laut GER                       | Deutsch | Englisch            | Französisch | Italienisch                    | Spanisch |
| ------------------------------------ | --- | ------------------- | ----------- | ------------------------------ | -------- |
| A1 – Elementare Sprachverwendung     | Start Deutsch 1, FIT in Deutsch 1, ÖSD Zertifikat A1, ÖSD Zertifikat A1 / Österreich, ÖSD KID A1                                                                                                  | TELC A1             | DELF A1     | PLIDA A1                       | DELE A1  |
| A2 – Elementare Sprachverwendung     | Deutsches Sprachdiplom (Stufe I), Start Deutsch 2, ÖSD Zertifikat A2, ÖSD Zertifikat A2 / Österreich, ÖSD KID A2, FIT in Deutsch 2, ÖSD Integrationsprüfung A2                                    | TELC A2 / KET       | DELF A2     | PLIDA A2 / CELI 1              | DELE A2  |
| B1 – Selbstständige Sprachverwendung | Deutsches Sprachdiplom (Stufe I), Goethe-/ÖSD-Zertifikat B1 (für Erwachsene oder Jugendliche), ÖSD Zertifikat Deutsch Österreich B1 (für Erwachsene oder Jugendliche), ÖSD Integrationsprüfung B1 | TELC B1 / PET / BEC | DELF B1     | PLIDA B1, CELI 2, CILS Uno     | DELE B1  |
| B2 – Selbstständige Sprachverwendung | Deutsches Sprachdiplom (Stufe II), Goethe-Zertifikat B2, Zertifikat Deutsch für den Beruf (ZDfB), ÖSD Zertifikat B2 (für Erwachsene oder Jugendliche), TestDaF                                    | TELC B2 / FCE / BEC | DELF B2     | PLIDA B2, CELI 3, CILS Due     | DELE B2  |
| C1 – Kompetente Sprachverwendung     | Deutsches Sprachdiplom (Stufe II), Goethe-Zertifikat C1 (ZMP), ÖSD Zertifikat C1 (für Erwachsene oder Jugendliche), Prüfung Wirtschaftsdeutsch (PWD), TestDaF                                     | CAE                 | DALF C1     | PLIDA C1, CELI 4, CILS Tre     | DELE C1  |
| C2 – Kompetente Sprachverwendung     | Goethe Zertifikat C2: Großes Deutsches Sprachdiplom, Europa-Zertifikat C2, ÖSD Zertifikat C2, ÖSD Zertifikat C2 / Wirtschaftssprache Deutsch                                                      | CPE                 | DALF C2     | PLIDA C2, CELI 5, CILS Quattro | DELE C2  |